# Sézanne
 Sézanne  es una población y comuna francesa, en la región de Gran Este, departamento de Marne, en el distrito de Épernay. Es el chef-lieu y mayor población del cantón de Sézanne.

## Demografía
| 5300 | 5727 | 6201 | 6048 | 5829 | 5585 |
| Para los censos de 1962 a 1999 la población legal corresponde a la población sin duplicidades (Fuente: INSEE [Consultar]) |      |      |      |      |      |